# Heliolonche dysseteta
Heliolonche dysseteta är en fjärilsart som beskrevs av Dyar 1921. Heliolonche dysseteta ingår i släktet Heliolonche och familjen nattflyn. Inga underarter finns listade i Catalogue of Life.